# Фредеріка Вільгельміна Прусська
Фредеріка Вільгельміна Прусська (нім. Friederike Luise Wilhelmine von Preußen, 30 жовтня 1796 — 1 січня 1850) — прусська принцеса з династії Гогенцоллернів, донька прусського принца Людвіга Карла та принцеси Мекленбург-Штреліцької Фредеріки, дружина герцога Ангальт-Дессау Леопольда IV.

## Біографія
Фредеріка народилась 30 жовтня 1796 року в Берліні. Вона була третьою дитиною та єдиною донькою в сім'ї 18-річної принцеси Фредеріки Мекленбург-Штреліцької та її першого чоловіка Людвіга Карла Прусського. Дівчинка мала старших братів Фрідріха Людвіга та Карла Георга. Батька Фредеріка не знала зовсім: він помер за два місяці після її народження від дифтерії. Після цього родина оселилася у палаці Шонхаузен під Берліном. За два роки матір пошлюбилася вдруге, а у 1815 році — втретє.
17 травня 1816 року відбулися заручини Фредеріки Вільгельміни із Леопольдом Фрідріхом, спадкоємцем герцогства Ангальт-Дессау. Наступного року помер його дід, і Леопольд став правлячим герцогом. Його весілля із Фредерікою відбулося 18 квітня 1818 року в Берліні. Нареченій на той час виповнився 21 рік, нареченому —22. Династичний шлюб міцніше укріпив пропруську політику Леопольда. У подружжя народилося шестеро дітей, з яких вижило четверо.
Фредеріка Вільгельміна пішла з життя 1 січня 1850 року в 53-річному віці. Похована у церкві Святої Марії в Дессау.

## Родина
Чоловік — Леопольд IV Фрідріх Ангальтський
Діти:
- Августа (1819—1822) — померла у віці 3 років;
- Агнеса (1824—1897) — дружина герцога Саксен-Альтенбурзького Ернста I, мала сина та доньку;
- Фрідріх (1831—1904) — герцог Ангальтський у 1871—1904, був одружений з Антуанеттою Саксен-Альтенбурзькою, мав шестеро дітей;
- Марія Анна (1837—1906) — дружина принца Фрідріха Карла Прусського, мала п'ятеро дітей.

## Нагороди
- Орден Луїзи (Прусське королівство).